# Міжнародний міжвідомчий багатопрофільний центр підготовки підрозділів НГУ
Міжнародний міжвідомчий багатопрофільний центр підготовки підрозділів НГУ (МНЦ НГУ, в/ч 3070) — навчальний підрозділ у складі Національної гвардії України.
Засновано на базі в/ч 3070 Північного оперативно-територіального об'єднання (ОТО).

## Завдання та функції
Основними завданнями Міжнародного центру є:
- Підготовка особового складу, військових частин та підрозділів НГУ.
- Підготовка особового складу НГУ та центральних органів виконавчої влади (ЦОВВ) для спільного виконання завдань за призначенням.
- Підготовка особового складу НГУ, який залучається до участі у міжнародних операціях з підтримання миру та безпеки.
- Підготовка особового складу НГУ та ЦОВВ із залученням фахівців іноземних держав у сфері боротьби з тероризмом.
- Визначення та упровадження нових стандартів у підготовці підрозділів.

Основні функції Міжнародного центру:
- Планування, організація, проведення та матеріально-технічне забезпечення підготовки особового складу НГУ, ЦОВВ та інших структур.
- Формування та впровадження стандартів, розроблення методичних матеріалів з питань підготовки підрозділів.
- Проведення заходів міжнародного співробітництва.
- Обмін та узагальнення національного та міжнародного досвіду проведення операцій, підготовки підрозділів.
- Підготовка командирів та фахівців в рамках підготовки підрозділів.

### Напрямки підготовки
Міжнародний центр НГУ проводить багатопрофільну підготовку підрозділів за основними напрямками:
- Вогнева підготовка.
- Тактична підготовка.
- Охорона громадського порядку.
- Військова розвідка.
- Інженерна підготовка.
- Охорона особливо важливих об'єктів.
- Військово-медична підготовка.
- Психологічна підготовка та командотворення.

## Історія
У 1995 р. управління 1-го полку НГУ було перетворено в управління 24-ї окремої бригади НГУ. До складу цієї бригади увійшов 3-й окремий батальйон НГУ (в/ч 2213) в селі Старе Київської обл. Він був сформований на початку 1998 р. на базі роти охорони навчального центру 24-ї бригади НГУ, який раніше належав колишньому Київському вищому загальновійськовому командному двічі Червонопрапорному училищу ім. М. В. Фрунзе.
Наказом КНГУ від 10 червня 1998 року був перейменований в 3-й окремий батальйон спеціального призначення НГУ.
Указом Президента України від 17 грудня 1999 року 24-та окрема Київська бригада спеціального призначення НГУ була передана до складу Збройних Сил України.
Управління 24-ї окремої Київської бригади спеціального призначення НГУ було перетворено в управління Окремого Новоросійсько-Київського ордена Червоного Прапора полку спеціального призначення Президента України. 2-й і 17-й окремі батальйони спеціального призначення НГУ стали лінійними батальйонами спеціального призначення даного формування, а 3-й окремий батальйон спеціального призначення НГУ був обернений на їх доукомплектування.
З 2001 року військова частина та полігон у с. Старе перейшла в підпорядкування внутрішнім військам МВС у якості навчального полігону Північного територіального командування ВВ МВС України.
16 грудня 2015 року було створено навчальний центр «Старе» Північного ОТО НГУ.
У жовтні 2015 прем'єр-міністр України Арсеній Яценюк в присутності керівного складу Нацгвардії та міністра МВС Арсена Авакова повідомив про необхідність створення Міжнародного навчального центру для підрозділів НГУ і МВС.
Основою для Міжнародного навчального центру НГУ було обрано Навчальний центр «Старе». Будівництво МНЦ стало основним проектом розвитку НГУ на 2016 рік. З початку заснування Міжнародного центру відбувається його активний розвиток відповідно до європейських стандартів із залученням допомоги міжнародних партнерів та ресурсів, наданих Україні у рамках Global Security Contingency Fund (GSCF).
Від 07 лютого 2017 року центр отримав назву Міжнародний міжвідомчий багатопрофільний центр підготовки підрозділів НГУ.
11 травня 2018 року, в Міжнародному міжвідомчому багатопрофільному центрі підготовки підрозділів, що дислокується на Київщині, відбулася презентація Національної гвардії України для майже 50 військових аташе з 26 країн світу, осіб Дипломатичного корпусу іноземних держав та міжнародних організацій, акредитованих в Україні.

## Структура
Основні структурні підрозділи Міжнародного центру НГУ:
- Командування.
- Управління.
- Навчальні центри та відділи.
- Батальйон забезпечення навчального процесу.
- Загальновійськовий полігон.

## Співпраця
З моменту заснування у Міжнародному центрі проходять підготовку різні підрозділи Національної гвардії України та курсанти Національної Академії НГУ.
Співпраця з країнами-партнерами, зокрема членами FIEP та NATO, перебуває на стадії узгодження. За період функціонування Міжнародного центру його відвідали делегація Збройних сил Канади, делегація військ карабінерів Молдови, спостерігачі ОБСЄ, представники військово-політичного відділу Державного департаменту США.

## Відео
- У Навчальному центрі Старе на Київщині пройшли змагання на кращий гранатометний розрахунок. 2016 р. на YouTube